# Friedrich Engel (SS-officier)
Friedrich Engel (Havelland, 3 januari 1909 - Hamburg, 4 februari 2006) was een Duitse officier en SS-Obersturmbannführer (luitenant-kolonel).
Tijdens de Tweede Wereldoorlog was hij betrokken bij de moordpartij op 59 burgers in het Italiaanse Genua op 19 mei 1944, als vergelding voor een aanslag op een bioscoop een paar dagen daarvoor, waarbij vijf Duitse matrozen gedood werden. Door de moorden in Genua kreeg hij de bijnaam Beul van Genua.
Na de oorlog vluchtte hij naar Duitsland en ging daar in de stad Hamburg als houtverkoper werken. Vervolgens reisde hij regelmatig over de hele wereld tot in de jaren 70. In 1969 werd in Duitsland nog geprobeerd hem te veroordelen voor zijn rol bij de executies in Genua, maar het strafrechtelijk onderzoek werd nog in datzelfde jaar gestaakt om onbekende redenen.
Uiteindelijk werd Engel in november 1999 bij verstek tot een levenslange gevangenisstraf veroordeeld door de rechtbank in Turijn, Italië, wegens de moord op 246 burgers in Italië tijdens de Tweede Wereldoorlog. De Italiaanse justitie diende echter geen uitleveringsverzoek bij de autoriteiten in Duitsland in, waar Engel op dat moment zou verblijven.
Engel bleef nog een paar jaren onvindbaar, totdat de Duitse televisiezender ARD hem in 2001 opspoorde. Vervolgens werd hij op 4 juli 2002 door een Duitse rechtbank veroordeeld tot zeven jaren gevangenisstraf wegens de moord op 59 mensen in Genua. Tijdens de procedure in hoger beroep, werd de strafzaak tegen hem in 2004 stopgezet.
Friedrich Engel overleed op 4 februari 2006 op 97-jarige leeftijd in Hamburg. Zijn overlijden werd pas op 13 februari 2006 bekendgemaakt.

## Militaire loopbaan
- SS-Untersturmführer: 13 september 1939[2]
- SS-Hauptsturmführer: 30 januari 1939
- SS-Sturmbannführer: 30 januari 1941[3]
- SS-Obersturmbannführer:

## Lidmaatschapsnummer
- NSDAP-nr.: 1305 576[3]
- SS-nr.: 272 593 (lid geworden op 28 januari 1936)[3]

## Decoraties
- Kruis voor Oorlogsverdienste, 1e Klasse (1945)  en 2e Klasse met Zwaarden
- Rijksinsigne voor Sport in brons[2]
- SS-Ehrenring[3]
- Ehrendegen des Reichsführers-SS[3]